# El Manzanillo, Veracruz
El Manzanillo är en ort i Mexiko.   Den ligger i kommunen Tierra Blanca och delstaten Veracruz, i den sydöstra delen av landet, 300 km öster om huvudstaden Mexico City. El Manzanillo ligger 92 meter över havet och antalet invånare är 129.
Terrängen runt El Manzanillo är platt. Runt El Manzanillo är det ganska tätbefolkat, med 65 invånare per kvadratkilometer. Närmaste större samhälle är Tetela, 4,4 km sydväst om El Manzanillo. Trakten runt El Manzanillo består till största delen av jordbruksmark.